# Melian
Melian je literární postavou ve Středozemi, fiktivním světě vytvořeném J. R. R. Tolkienem. Je jednou z Maiar, původem Ainur a příbuzná Yavanny. Na počátku Prvního Věku, když Eldar putovali do Amanu, potkala Elwëho, krále Šedopláště, zamilovala se do něj a vládla s ním království Doriathu. Měla s Thingolem dceru Lúthien, o které se říká, že byla nejkrásnější z Ilúvatarových dětí. Byla jediná z Ainur, o které je oficiálně známo, že měla děti (měla je také Ungoliant, ale pouze pokud ji pokládáme za jednu z Ainur, a v raných verzích i Manwë, ale později to bylo utajeno). Melianini potomci patří k linii půlelfů.

## Život
Elwë se v lesích Nan Elmothu setkal s Melian a vášnivě se do sebe zamilovali. Elwë byl vůdcem velké skupiny elfů, která putovala do Valinoru. Díky jeho zmizení zůstala část jeho následovníků ve Středozemi, aby ho nalezli, zatímco ostatní odpluli do Valinoru. Melian a Elwë pak v Beleriandu založili říši Doriath. Měli spolu dceru 
Lúthien, která si vzala člověka Berena a skrze jejich děti koluje krev Maiar v elfech i lidech.
Když nastala válka proti Morgothovi, Melian ochránila Doriath svými schopnostmi, vytvořila Melianin pás, který znemožňoval každému, kdo je méně mocný než ona, vstoupit do její říše. Přesto díky svému vidění předpověděla, že pásem projde někdo, jehož osud bude mocnější než její kouzla. Tímto člověkem byl nakonec Beren. Beren a Luthien se do sebe hluboce a zamilovali. Elwë se pokusil vyslat Berena pro Silmaril do Melkorovy říše, protože si myslel že ho cesta zahubí. Beren však s pomocí Lúthien uspěl a Silmaril přinesl do Doriathu. Melian věřila, že se Elwë zachoval moudře, ale zároveň prohlásila, že se tím spustily pochody nad kterými ani ona, ani Elvë již neměli kontrolu. Tím Elvë zpečetil osud Doriathu i svůj, protože každý, kdo na Silmaril pohlédl, ho považoval za svý. Nejdříve trpaslíci zahubili jeho, když jim odmítl zaplatit za zabudování Silmarilu do trpasličího náhrdelníku Nauglamíru a následně Doriath vypálili a zničili Noldorové, lid Fëanora, který Silmarily vytvořil. Noldorové přísahali, že Silmarily získají nazpět nehledě za cenu obětí. Tak se vyplnila Melianina věštba.
Po Elwëho smrti Melian nechala své tělo „zemřít“ a odešla ze Středozemě do Valinoru, kde truchlila pro svého manžela ztraceného v síních Mandosu a svou dceru, jež sdílela s Berenem jí neznámý osud lidské smrti.